# Virginia Keiley
Virginia Keiley (Jersey, 4 de abril de 1918-Londres, 23 de junio de 1990) fue una actriz británica que desarrolló su carrera cinematográfica entre las décadas de 1940 y 1950.

## Biografía
Comenzó su carrera en los Estudios Gainsborough apareciendo en una serie de papeles glamurosos pero pequeños, a veces sin acreditar, en las comedias y melodramas del estudio. Después de la Segunda Guerra Mundial, asumió papeles más importantes, como el papel principal femenino en la comedia española de 1951 Me quiero casar contigo. Su última aparición en la pantalla fue en un episodio de la serie de televisión británica The Vise en 1959.

## Filmografía seleccionada
- King Arthur Was a Gentleman (1942)
- Rose of Tralee (1942)
- Miss London Ltd. (1943)
- It's That Man Again (1943)
- Love Story (1944)
- Fanny by Gaslight (1944)
- Carnival (1946)
- Nocturne (1946)
- The Locket (1946)
- If Winter Comes (1947)
- Red, Hot and Blue (1949)
- Fancy Pants (1950)
- Me quiero casar contigo (1951)
- The Night Is Ours (1953)
- The Sparrows of Paris (1953)
- Morning Call (1957)
- Operation Murder (1957)